# Stadion Miejski w Kaliszu
Stadion Miejski w Kaliszu – stadion piłkarsko-lekkoatletyczny położony na osiedlu Rajsków w Kaliszu. 

## Historia
Powstały w latach 2011–2017 w wyniku gruntownej przebudowy stadionu Klubu Sportowego „Calisia” wzniesionego pod koniec lat 50. XX wieku.
24 czerwca 1981 roku rozegrano tutaj mecz finałowy piłkarskiego Pucharu Polski (Legia Warszawa – Pogoń Szczecin 1:0 pd.).
I etap inwestycji trwał od grudnia 2011 do sierpnia 2012 i obejmował budowę po stronie południowo-zachodniej częściowo zadaszonej trybuny z miejscami na 1523 osób zintegrowanej z trzykondygnacyjnym budynkiem administracyjnym z zapleczem dla zawodników i montaż oświetlenia.
W wyniku II etapu inwestycji trwającego od lutego 2016 do września 2017 stadion zyskał po stronie północno-wschodniej zadaszoną trybunę o pojemności 1436 miejsc i trybunę ziemną o pojemności 4807 miejsc, sektor dla kibiców drużyny przeciwnej na 400 osób, ośmiotorową 400-metrową bieżnię, rzutnię lekkoatletyczną, bieżnie do skoku w dal i trójskoku, nową nawadnianą i podgrzewaną murawę oraz nowe ciągi komunikacyjne, ogrodzenia i infrastrukturę techniczną. Rozbudowano także oświetlenie do poziomu 1200 luksów.
Całkowity koszt budowy nowego stadionu wyniósł blisko 40 milionów złotych. Oficjalne otwarcie obiektu nastąpiło 10 marca 2018; inauguracyjnym wydarzeniem był mecz KKS 1925 Kalisz z Bałtykiem Gdynia. Nowy obiekt spełnia także wymogi do gry w Ekstraklasie.